# Los Xunguis
Los Xunguis son unos personajes de historieta creados en 1992 por los historietistas españoles Juan Carlos Ramis y Joaquín Cera. Se trata de unos extraterrestres bajitos y gamberros que disfrutan causando el caos allá donde van. Han aparecido fundamentalmente en libros de pasatiempos infantiles, pero también han tenido sus propias historietas.

## Los personajes
Los Xunguis aparecieron por primera vez en 1992 en el libro-juego En busca de los Xunguis perdidos, un álbum al estilo ¿Dónde está Wally? en el que los lectores debían encontrar a estos alienígenas a lo largo de varios escenarios repletos de detalles delirantes y absurdos. Entre 1993 y 1994 se publicaron alrededor de 11 historietas cortas de dos tercios de página en la revista Súper Zipi y Zape números 134 a 144, salvo en el 141 que no contuvo historieta de la serie, todas realizadas íntegramente por Juan Carlos Ramis.
En la revista Zipi Zape Extra el tándem Cera-Ramis publicó dos historietas largas sobre los personajes (aunque la 2ª quedó inconclusa en la revista) que se recopilaron más tarde en dos álbumes de la colección Olé!: Los Xunguis (n.º 11, año 1995) y En busca del megatronio (n.º 15, año 1997). En estas historietas Los Xunguis son realmente los antagonistas y los protagonistas son Turbo, una especie de zorro alienígena y cazafortunas torpe y el amigable robot Bip. Ambos se ven inmersos por casualidad en una misión para acabar con los estragos que los Xunguis provocan con sus gamberradas en el planeta Milenia, a las órdenes de la atractiva pero irascible Reina Galáctica. Las dos historietas fueron recopiladas en formato Súper Humor en 2013. Estas aventuras contienen el estilo de humor absurdo propio de sus autores con escenas como los Xunguis atando gomas elásticas a los cohetes para que se estrellen contra la tierra al despegar o un "cameo" de Julio Iglesias (cuyas canciones son la única debilidad de los Xunguis) 
Posteriormente se han venido editando varios libro-juegos con pasatiempos variados, como La vuelta al mundo de los Xunguis y que han tenido bastante éxito, hasta el punto de haber sido publicados en Portugal y Dinamarca.
La tercera historieta larga, de nuevo protagonizada por Turbo y Bip, se publicó en formato álbum en 2012 con el título Olimpiadas Galácticas.

## Álbumes

### Libro-juegos
- En busca de los Xunguis perdidos (1992)
- Los Xunguis se divierten (1994)
- El Mundo de los Xunguis (1995)
- Esos locos Xunguis (1997)
- ¡Los Xunguis están aquí! (1998)
- Un siglo Xungui (2000)
- Misión: Planeta Xungui (2001)
- ¿Dónde está el bebé Xungui? (2002)
- Los Xunguis, viaje en el tiempo (2003)
- Las Olimpiadas Xunguis (2004)
- Los Xunguis en Hollywood (2005)
- El Xunguigol mundial (2006)
- La gran carrera de los Xunguis (2007)
- Érase una vez... Los Xunguis (2008)
- Los Ecoxunguis (2009)
- Xunguis vs. Monstruos (2010)
- Los casos de Xungui Holmes (2011)
- Los Minixunguis (2011)
- El viaje submarino de los Xunguis (2011)
- Los Xunguis van al museo (2012)
- La vuelta al mundo de los Xunguis (2013)[4]
- Los videojuegos Xunguis (2013)
- Los Xunguis en Sant Jordi (2014)
- Los Xunguis en Uruguay (2014) -1.er Volumen exclusivo para Uruguay-
- Los Xunguis en el mundial de Brasil (2014)[5]
- Los xunguis en el Imperio romano (2014)
- Los Xunguis se van de fiesta (2015)
- Los xunguis en América (2015)
- Los Xunguis en la Historia de Uruguay (2015) -2º Volumen exclusivo para Uruguay-
- Xunguis entre dinosaurios (2016)
- Los superhéroes Xunguis (2016)
- Flunkerne i Danmark (2016) (solo en danés)
- Flunkernes Danmarkshistorie (2017) (solo en danés)
- Los Xunguis en la Edad Media (2017)
- Los Xunguis con Mucho Ritmo (2018)
- Los Xunguis entre Unicornios (2018)
- Los Xunguis en los cuentos de Andersen (2019)

### Historietas
- Los Xunguis (Colección Olé! varios nº11, 1995) (recopilada en Súper Humor, 2013[4])
- En busca del Megatronio (Colección Olé! varios nº15, 1997) (recopilada en Súper Humor, 2013[4])
- Olimpiadas Galácticas (Colección Cómic Xunguis n.º 1, 2012)

## Videojuegos
La compañía danesa  Krea Medie ha desarrollado una serie de videojuegos para PC y Nintendo DS sobre Los Xunguis
- Flunkerne: Superskurke (NDS/PC) (2008)[6]
- Flunkerne: På månen (NDS/PC) (2008)
- Flunkerne: Robotter (PC) (2010)
- Flunkerne: Pirater (NDS/PC) (2010)